# Пиг'яка
Пи́г'яка (ест. Põhjaka küla) — село в Естонії, у волості Пиг'я-Сакала повіту Вільяндімаа.

## Населення
Чисельність населення на 31 грудня 2011 року становила 52 особи.

## Географія
Через населений пункт проходить автошлях 57 (Мудісте — Сууре-Яані — Вяндра). Від села починається дорога 24104 (Пиг'яка — Тирваауґу — Вигма).

## Історія
З 13 лютого 1992 до 21 жовтня 2017 року село входило до складу волості Сууре-Яані.